# モッチョム岳

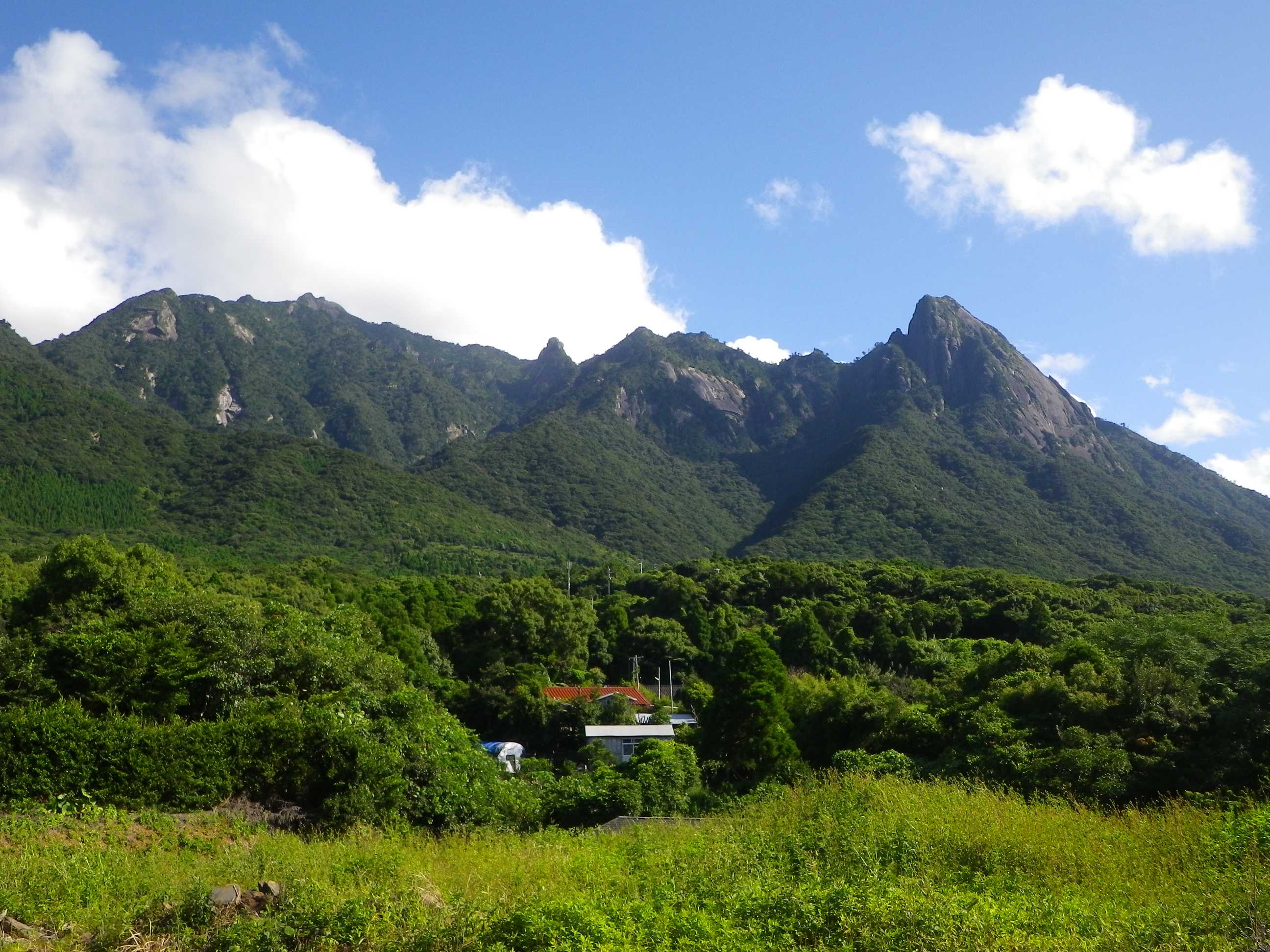
尾之間三山 左から割石岳、耳岳、本富岳

モッチョム岳（モッチョムだけ）は、屋久島の南部にある花崗岩からなる山である。漢字では「本富岳」と表記する。
特徴的な外観と頂上にある大岩が有名。国土地理院2万5千分の1地形図では標高は940mとなっているが、944mと表記している文献もある。山頂はユネスコの世界遺産区域の域内である。屋久島の南端近くに位置する山である。

## 概要
モッチョムとは、地域の言葉で女性の秘部を表す言葉に由来すると言われている。日本一の陰陽山とも呼ばれ、山の西方からは陽、東方からは陰に例えられる姿を見ることができる。頂上巨岩の南側の岩陰には尾之間地区の岳参りの祠があり、この山が岳参りの「前岳」とされてきた歴史を持つことが分かる。北方の耳岳（1,202m）、割石岳（1,410.2m）とともに尾之間三山に数えられる。南から西斜面は標高差700m近くに及ぶ花崗岩の大岩壁で、モッチョム岳南壁は七五岳北面、障子岳周辺と共に屋久島三大岩壁に数えられる。
登山道は現在専ら使われているタナヨケ歩道がある。別に正面登山道もあったが現在は廃道となっている。
三大岩壁ということで、南壁を中心に何本もクライミングルートが拓かれているが、屋久島の花崗岩壁の節理が少なくリスやクラックの少ない性質と、垂直に近い角度からボルトを連打した人工登攀ルートが多い（太田1993）。正長石の大結晶を手がかりとすることもあるが風化による変化が激しく脆い。

## 登山道
この山の標高はそれほど高くはないが、急傾斜で腕を使う部分もある厳しい登山道である為、「この山を登ることが出来れば屋久島の山は大概登ることが出来る」と言われることもある。
千尋滝駐車場より登る。途中には万代杉、モッチョム太郎と呼ばれる2本の屋久杉が標高700m付近にある。これらの屋久杉の間では小沢を横断し水場となる。
タナヨケ歩道登山道は、神山展望台と呼ばれるモッチョム岳と北方の割石岳を結ぶ、モッチョム岳山頂より高い稜線上の地点を通過し、一旦下ってからモッチョム岳へ登り返すので、登山口と山頂の標高差より大きな標高差を登らなくてはならない。この登り返しの区間は腕を用いる箇所が続き特に厳しい。最後はロープを使って大岩を登り、頂上へと到着する。
頂上は巨岩の上なので転落に対する注意が必要であるが眺望は良い。北側には連なる山々のなぎ落ちた花崗岩の大岩壁を望み、南側には太平洋を間近に見下ろすことが出来る。

## 屋久杉
この山で確認されている屋久杉は以下のものがある。
- 万代杉：タナヨケ歩道標高700m付近にある。胸高囲が縄文杉より大きく、発見当初は縄文杉より長寿かと騒がれた。
- モッチョム太郎：タナヨケ歩道標高700m付近にある。
- モッチョム花子：正面登山道にある。